# Xenocalliphora neozelandica
Xenocalliphora neozelandica är en tvåvingeart som först beskrevs av Murray 1954.  Xenocalliphora neozelandica ingår i släktet Xenocalliphora och familjen spyflugor. Inga underarter finns listade i Catalogue of Life.